# Język habun
Język habun, także: habu, sabu – język austronezyjski używany w dystrykcie Manatuto w Timorze Wschodnim (poddystrykt Laclubar). Według danych z 2010 r. posługuje się nim 2700 osób.
Jego przynależność lingwistyczna nie została dobrze ustalona. Na poziomie słownictwa wykazuje silne wpływy języków papuaskich. Jego struktura jest jednak typowo austronezyjska. Może być klasyfikowany jako archaiczna odmiana języka tetum. W przeszłości miał być bliski językom kawaimina. Wykazuje także pewne podobieństwa do języka idaté (idalaka).
Potencjalnie zagrożony wymarciem. Nie posługują się nim wszyscy członkowie społeczności.
Jest zapisywany alfabetem łacińskim.